# Borágófélék

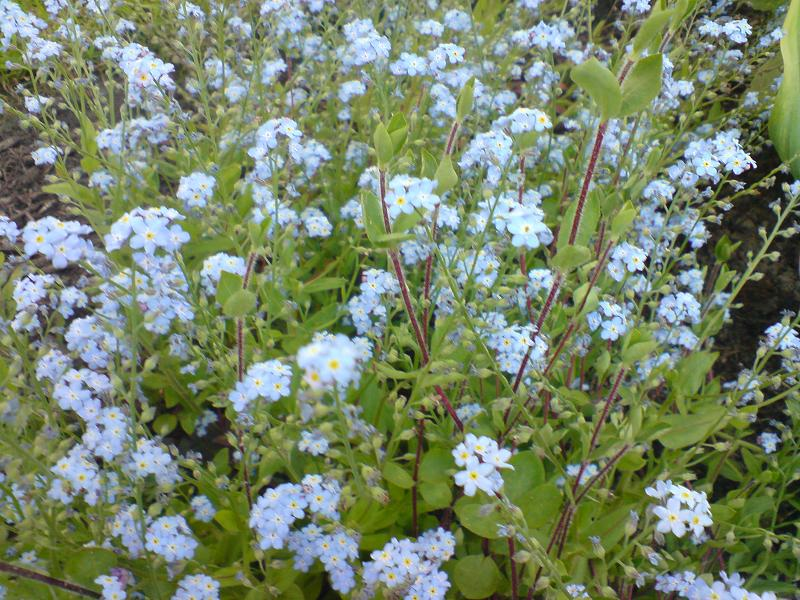
Parlagi nefelejcs (Myosotis arvensis)

A borágófélék vagy érdeslevelűek (Boraginaceae) a valódi kétszikűek (eudicots) asterids kládjának euasterids I csoportjába tartozó, a pontos rendszertani viszonyok tisztázásáig saját rendbe sorolt család. Körülbelül 100 nemzetség 2000 faja tartozik ide. Magyarországon kicsit több mint 40 faj őshonos.

## Elterjedésük
Fajai főleg a mérsékelt és a szubtrópusi zónában terjedtek el. A mérsékelt övben élők zöme lágyszárú, a szubtrópusi zónában némileg több a fássszárú.

## Megjelenésük, felépítésük

### Leveleik
Kevés kivételtől eltekintve a családban a levelek, sőt az egész növény kovásodott szőröktől érdes, gyakran szúrós. A levelek általában ép szélűek, szórt állásúak. Epidermiszükben szőlőfürtszerű mészkiválásokat, úgynevezett cisztolitokat halmoznak fel.

### Virágaik
A virágok szerkezete a családon belül elég egyöntetű. A virág hímnős, javarészt sugaras, olykor kétoldali szimmetriájú. A csészelevelek száma 5, nincsenek összenőve. A szirmok száma is 5, ezek egymással és a porzókkal is összenőttek. A termő két, szintén összenőtt termőlevélből áll. A magház felső állású.

### Termésük
Négy, ritkábban két makkocska.

## Rendszerezésük

### APG
Az APG III-rendszer a valódi kétszikűek (eudicots) euasterids I kládjába helyezi a csoportot rendbe nem besorolt, illetve bizonytalan besorolású családként. Az APG IV-rendszer
saját, egyetlen családból álló rendbe sorolja a Boraginaceae s.l.-t, ami a következőkből áll: Boraginaceae s.s., Codonaceae, Cordiaceae, Ehretiaceae, Lennoaceae, Wellstediaceae, Heliotropiaceae, Hydrophyllaceae és a Nama L. klád.

### Cronquist
Cronquist rendszere az Asteridae alosztály Lamiales rendjébe, Tahtadzsjan a Lamiidae alosztály Boraginales rendjébe sorolja a családot.
Néhány újabb osztályozás a Boraginaceae-t a következő családokra bontja fel: Boraginaceae s.s., Cordiaceae, Ehretiaceae, Heliotropiaceae, Hydrophyllaceae és Lennoaceae.
Más, elterjedtebb rendszerek a fentieket alcsaládként kezelik a Boraginaceae családon belül, az alábbiak szerint:
- Boraginoideae
- Cordioideae
- Ehretioideae
- Heliotropioideae
- Hydrophylloideae
- Lennooideae

## Nemzetségek

### Magyarországon is előforduló nemzetségek
kunkor (Heliotropium), békaszem (Omphalodes), ebnyelvűfű (Cynoglossum), koldustetű (Lappula), magiszák (Asperugo), nadálytő (Symphytum), atracél (Anchusa), farkasszem (Lycopsis vagy Anchusa), apácavirág (Nonea), báránypirosító (Alkanna), tüdőfű (Pulmonaria), nefelejcs (Myosotis), gyöngyköles (Lithospermum), Buglossoides, vértő (Onosma), szeplőlapu (Cerinthe), kígyószisz (Echium)

### További nemzetségek
Actinocarya, Adelocaryum, Afrotysonia, Amblynotus, Amphibologyne, Amsinckia, Ancistrocarya, Anoplocaryum, Antiotrema, Antiphytum, Arnebia, Auxemma, Borago, Bothriospermum, Brachybotrys, Brunnera, Caccinia, Carmona, Chionocharis, Choriantha, Craniospermum, Cryptantha, Cynoglossopsis, Cynoglottis, Cysostemon, Dasynotus,
Decalepidanthus, Echiochilon, Echiostachys, Elizaldia, Embadium,
Eritrichium, Gastrocotyle, Gyrocaryum, Hackelia, Halacsya, Heliocarya, Heterocaryum, Huynhia, Ivanjohnstonia, Ixorhea, Lacaitaea, Lasiarrhenum, Lasiocaryum, Lepechiniella, Lepidocordia,
Lindelophia, Lithodora, Lobostemon, Macromeria, Maharanga,
Mairetis, Mattiastrum, Kékharang, Metaeritrichium, Microcaryum, Microula, Mimophytum, Moltkia, Moltkiopsis, Moritzia, Myosotidium,
Neatostema, Nesocaryum, Nogalia, Nomosa, Ogastemma, 
Omphalolappula, Omphalotrigonotis, Onosmodium, Oxyosmyles, Paracaryum,
Pardoglossum, Patagonula, Pectocarya, Pentaglottis sempervirens, Perittostema, Plagiobothrys, Pseudomertensia, Psilolaemus, Pteleocarpa, Rindera,
Rochefortia, Rochelia, Rotula, Saccellium, Scapicephalus, Selkirkia, Sericostoma, Sinojohnstonia, Solenanthus, Stenosolenium,
Stephanocaryum, Suchtelenia,Thaumatocaryum, Thyrocarpus,Tianschaniella,
Tiquilia, Tournefortia, Trachelanthus, Trachystemon, Trichodesma, 
Trigonocaryum, Trigonotis, Ulugbekia, Valentiniella

## Élettani hatás
Ezek a növények pirrolizidin alkaloidokat tartalmaznak, amelyek bizonyítottan mérgezők a máj számára.